# Tour de Drenthe 2017
La 55e édition du Tour de Drenthe a eu lieu le 11 mars 2017. Elle fait partie du calendrier UCI Europe Tour 2017 en catégorie 1.1. La course a été remportée par le Néerlandais Jan-Willem van Schip (Delta Cycling Rotterdam).

## Présentation

### Équipes
| WorldTeams (2)- Lotto-Soudal - Lotto NL-Jumbo Équipes continentales professionnelles (10)- Roompot-Nederlandse Loterij - Aqua Blue Sport - CCC Sprandi Polkowice - Fortuneo-Vital Concept - Gazprom-RusVelo - Israel Cycling Academy - Nippo-Vini Fantini - Sport Vlaanderen-Baloise - Verandas Willems-Crelan - Wanty-Groupe Gobert Équipes continentales (9)- Baby-Dump - Bike Channel-Canyon - Delta Cycling Rotterdam - Destil-Jo Piels - Metec-TKH-Mantel - Monkey Town Continental - Riwal Platform - SEG Racing Academy - Coop |
| |

## Classements

### Classement final
La course a été remportée par le néerlandais Jan-Willem van Schip (Delta Cycling Rotterdam).
| \| Classement général \| Classement général \| Classement général \| Classement général \| Classement général \| \| Coureur \| Coureur \| Pays \| Équipe \| Temps \| \| ------------------ \| -------------------- \| ------------------ \| --------------------------- \| ------------------ \| \| 1er \| Jan-Willem van Schip \| Pays-Bas \| Delta Cycling Rotterdam \| 4 h 48 min 55 s \| \| 2e \| Twan Castelijns \| Pays-Bas \| LottoNL-Jumbo \| + 0 s \| \| 3e \| Jasper De Buyst \| Belgique \| Lotto-Soudal \| + 11 s \| \| 4e \| Adam Blythe \| Royaume-Uni \| Aqua Blue Sport \| + 11 s \| \| 5e \| Elmar Reinders \| Pays-Bas \| Roompot-Nederlandse Loterij \| + 11 s \| \| 6e \| Danilo Napolitano \| Italie \| Wanty-Groupe Gobert \| + 11 s \| \| 7e \| Chris Opie \| Royaume-Uni \| Bike Channel-Canyon \| + 11 s \| \| 8e \| Twan Brusselman \| Pays-Bas \| Destil-Jo Piels \| + 11 s \| \| 9e \| Maxime Farazijn \| Belgique \| Sport Vlaanderen-Baloise \| + 11 s \| \| 10e \| František Sisr \| Tchéquie \| CCC Sprandi Polkowice \| + 11 s \| |                      |             |                             |                 |
| |                      |             |                             |                 |
| Sources : ProCyclingStats Cycling Quotient Cycling Archives |                      |             |                             |                 |
| Classement général |                      |             |                             |                 |
| Coureur | Coureur              | Pays        | Équipe                      | Temps           |
| 1er | Jan-Willem van Schip | Pays-Bas    | Delta Cycling Rotterdam     | 4 h 48 min 55 s |
| 2e | Twan Castelijns      | Pays-Bas    | LottoNL-Jumbo               | + 0 s           |
| 3e | Jasper De Buyst      | Belgique    | Lotto-Soudal                | + 11 s          |
| 4e | Adam Blythe          | Royaume-Uni | Aqua Blue Sport             | + 11 s          |
| 5e | Elmar Reinders       | Pays-Bas    | Roompot-Nederlandse Loterij | + 11 s          |
| 6e | Danilo Napolitano    | Italie      | Wanty-Groupe Gobert         | + 11 s          |
| 7e | Chris Opie           | Royaume-Uni | Bike Channel-Canyon         | + 11 s          |
| 8e | Twan Brusselman      | Pays-Bas    | Destil-Jo Piels             | + 11 s          |
| 9e | Maxime Farazijn      | Belgique    | Sport Vlaanderen-Baloise    | + 11 s          |
| 10e | František Sisr       | Tchéquie    | CCC Sprandi Polkowice       | + 11 s          |

## Liste des participants
| Légende | Légende                                                                    | Légende | Légende                                                    |
| ------- | -------------------------------------------------------------------------- | ------- | ---------------------------------------------------------- |
| Num     | Dossard de départ porté par le coureur sur ce Tour de Drenthe              | Pos     | Position à l'arrivée de la course                          |
|         | Indique un maillot de champion national ou mondial, suivi de sa spécialité | NP      | Indique un coureur qui n'a pas pris le départ de la course |
| AB      | Indique un coureur qui n'a pas terminé la course                           | HD      | Indique un coureur qui a terminé la course hors des délais |

| Roompot-Nederlandse Loterij RNL | Roompot-Nederlandse Loterij RNL | Roompot-Nederlandse Loterij RNL |
| ------------------------------- | ------------------------------- | ------------------------------- |
| Num                             | Coureur                         | Pos                             |
| 1                               | Jesper Asselman (NED)           | 12e                             |
| 2                               | Berden de Vries (NED)           | 47e                             |
| 3                               | Raymond Kreder (NED)            | 45e                             |
| 4                               | Pim Ligthart (NED)              | 26e                             |
| 5                               | Elmar Reinders (NED)            | 5e                              |
| 6                               | Taco van der Hoorn (NED)        | 24e                             |
| 7                               | Sjoerd van Ginneken (NED)       | 67e                             |
| 8                               | Coen Vermeltfoort (NED)         | 42e                             |
| Directeur sportif :             |                                 |                                 |

| Lotto-Soudal LTS    | Lotto-Soudal LTS      | Lotto-Soudal LTS |
| ------------------- | --------------------- | ---------------- |
| Num                 | Coureur               | Pos              |
| 11                  | Sander Armée (BEL)    | 78e              |
| 12                  | Kris Boeckmans (BEL)  | 94e              |
| 13                  | Enzo Wouters (BEL)    | AB               |
| 14                  | Jasper De Buyst (BEL) | 3e               |
| 15                  | Frederik Frison (BEL) | 91e              |
| 16                  | Rémy Mertz (BEL)      | AB               |
| 17                  | James Shaw (GBR)      | AB               |
| 18                  | Marcel Sieberg (GER)  | 18e              |
| Directeur sportif : |                       |                  |

| Lotto NL-Jumbo LNJ  | Lotto NL-Jumbo LNJ          | Lotto NL-Jumbo LNJ |
| ------------------- | --------------------------- | ------------------ |
| Num                 | Coureur                     | Pos                |
| 21                  | Koen Bouwman (NED)          | AB                 |
| 22                  | Twan Castelijns (NED)       | 2e                 |
| 23                  | Steven Lammertink (NED)     | 14e                |
| 24                  | Amund Grøndahl Jansen (NOR) | 13e                |
| 25                  | Martijn Keizer (NED)        | 37e                |
| 26                  | Bert-Jan Lindeman (NED)     | 51e                |
| 27                  | Antwan Tolhoek (NED)        | 25e                |
| 28                  | Floris De Tier (BEL)        | 27e                |
| Directeur sportif : |                             |                    |

| Aqua Blue Sport ABS | Aqua Blue Sport ABS       | Aqua Blue Sport ABS |
| ------------------- | ------------------------- | ------------------- |
| Num                 | Coureur                   | Pos                 |
| 31                  | Adam Blythe (GBR) (Route) | 4e                  |
| 32                  | Matthew Brammeier (IRL)   | AB                  |
| 33                  | Andrew Fenn (GBR)         | 55e                 |
| 34                  | Aaron Gate (NZL)          | 41e                 |
| 35                  | Lasse Norman Hansen (DEN) | 16e                 |
| 36                  | Leigh Howard (AUS)        | AB                  |
| 37                  | Peter Koning (NED)        | AB                  |
| 38                  | Conor Dunne (IRL)         | AB                  |
| Directeur sportif : |                           |                     |

| CCC Sprandi Polkowice CCC | CCC Sprandi Polkowice CCC | CCC Sprandi Polkowice CCC |
| ------------------------- | ------------------------- | ------------------------- |
| Num                       | Coureur                   | Pos                       |
| 41                        |                           |                           |
| 42                        | Jakub Kaczmarek (POL)     | 93e                       |
| 43                        | Adrian Kurek (POL)        | 22e                       |
| 44                        | Kamil Małecki (POL)       | 88e                       |
| 45                        | Michał Paluta (POL)       | 64e                       |
| 46                        | František Sisr (CZE)      | 10e                       |
| 47                        | Patryk Stosz (POL)        | 38e                       |
| 48                        | Jonas Koch (GER)          | 65e                       |
| Directeur sportif :       |                           |                           |

| Fortuneo-Vital Concept FVC | Fortuneo-Vital Concept FVC | Fortuneo-Vital Concept FVC |
| -------------------------- | -------------------------- | -------------------------- |
| Num                        | Coureur                    | Pos                        |
| 51                         | Franck Bonnamour (FRA)     | 15e                        |
| 52                         | Erwann Corbel (FRA)        | 70e                        |
| 53                         | Anthony Delaplace (FRA)    | 49e                        |
| 54                         | Brice Feillu (FRA)         | AB                         |
| 55                         | Armindo Fonseca (FRA)      | 30e                        |
| 56                         | Benoît Jarrier (FRA)       | 31e                        |
| 57                         | Boris Vallée (BEL)         | AB                         |
| 58                         |                            |                            |
| Directeur sportif :        |                            |                            |

| Gazprom-RusVelo GAZ | Gazprom-RusVelo GAZ       | Gazprom-RusVelo GAZ |
| ------------------- | ------------------------- | ------------------- |
| Num                 | Coureur                   | Pos                 |
| 61                  | Artur Ershov (RUS)        | AB                  |
| 62                  | Sergueï Lagoutine (RUS)   | AB                  |
| 63                  | Roman Maikin (RUS)        | 32e                 |
| 64                  | Dmitry Kozontchuk (RUS)   | AB                  |
| 65                  | Andrey Solomennikov (RUS) | AB                  |
| 66                  | Alexey Tsatevitch (RUS)   | AB                  |
| 67                  | Nikolay Trusov (RUS)      | 61e                 |
| 68                  | Evgeny Shalunov (RUS)     | AB                  |
| Directeur sportif : |                           |                     |

| Israel Cycling Academy ICA | Israel Cycling Academy ICA              | Israel Cycling Academy ICA |
| -------------------------- | --------------------------------------- | -------------------------- |
| Num                        | Coureur                                 | Pos                        |
| 71                         | Guillaume Boivin (CAN)                  | 74e                        |
| 72                         | Aviv Yechezkel (ISR) (Contre-la-montre) | AB                         |
| 73                         | Jason Lowndes (AUS)                     | AB                         |
| 74                         | Krists Neilands (LAT)                   | 57e                        |
| 75                         | Mihkel Räim (EST) (Route)               | 62e                        |
| 76                         | Guy Sagiv (ISR) (Route)                 | AB                         |
| 77                         | Hamish Schreurs (NZL)                   | NP                         |
| 78                         | Tyler Williams (USA)                    | 83e                        |
| Directeur sportif :        |                                         |                            |

| Nippo-Vini Fantini NI¨P | Nippo-Vini Fantini NI¨P    | Nippo-Vini Fantini NI¨P |
| ----------------------- | -------------------------- | ----------------------- |
| Num                     | Coureur                    | Pos                     |
| 81                      | Nicola Bagioli (ITA)       | 28e                     |
| 82                      | Giacomo Berlato (ITA)      | 77e                     |
| 83                      | Pierpaolo De Negri (ITA)   | 19e                     |
| 84                      | Marino Kobayashi (JPN)     | AB                      |
| 85                      | Yūma Koishi (JPN)          | AB                      |
| 86                      | Nicolas Marini (ITA)       | 76e                     |
| 87                      | Alessandro Bisolti (ITA)   | AB                      |
| 88                      | Riccardo Stacchiotti (ITA) | 36e                     |
| Directeur sportif :     |                            |                         |

| Sport Vlaanderen-Baloise SVB | Sport Vlaanderen-Baloise SVB | Sport Vlaanderen-Baloise SVB |
| ---------------------------- | ---------------------------- | ---------------------------- |
| Num                          | Coureur                      | Pos                          |
| 91                           | Maxime Farazijn (BEL)        | 9e                           |
| 92                           | Edward Planckaert (BEL)      | 40e                          |
| 93                           | Jonas Rickaert (BEL)         | 86e                          |
| 94                           | Jarl Salomein (BEL)          | 46e                          |
| 95                           | Stijn Steels (BEL)           | 90e                          |
| 96                           | Dries Van Gestel (BEL)       | AB                           |
| 97                           | Preben Van Hecke (BEL)       | 21e                          |
| 98                           | Jens Wallays (BEL)           | AB                           |
| Directeur sportif :          |                              |                              |

| Verandas Willems-Crelan VWC | Verandas Willems-Crelan VWC | Verandas Willems-Crelan VWC |
| --------------------------- | --------------------------- | --------------------------- |
| Num                         | Coureur                     | Pos                         |
| 101                         | Dries De Bondt (BEL)        | 50e                         |
| 102                         | Stijn Devolder (BEL)        | 23e                         |
| 103                         | Michael Goolaerts (BEL)     | AB                          |
| 104                         | Aidis Kruopis (LTU)         | 72e                         |
| 105                         | Timothy Dupont (BEL)        | 84e                         |
| 106                         | Elias Van Breussegem (BEL)  | AB                          |
| 107                         | Stef Van Zummeren (BEL)     | AB                          |
| 108                         | Otto Vergaerde (BEL)        | AB                          |
| Directeur sportif :         |                             |                             |

| Wanty-Groupe Gobert WGG | Wanty-Groupe Gobert WGG | Wanty-Groupe Gobert WGG |
| ----------------------- | ----------------------- | ----------------------- |
| Num                     | Coureur                 | Pos                     |
| 111                     |                         |                         |
| 112                     | Kenny Dehaes (BEL)      | 59e                     |
| 113                     | Andrea Pasqualon (ITA)  | 73e                     |
| 114                     | Wesley Kreder (NED)     | 29e                     |
| 115                     | Mark McNally (GBR)      | 56e                     |
| 116                     | Danilo Napolitano (ITA) | 6e                      |
| 117                     | Robin Stenuit (BEL)     | 33e                     |
| 118                     | Dion Smith (NZL)        | 48e                     |
| Directeur sportif :     |                         |                         |

| Baby-Dump BDC       | Baby-Dump BDC              | Baby-Dump BDC |
| ------------------- | -------------------------- | ------------- |
| Num                 | Coureur                    | Pos           |
| 121                 | Marco Doets (NED)          | AB            |
| 122                 |                            |               |
| 123                 | Merijn Korevaar (NED)      | AB            |
| 124                 | Folkert Oostra (NED)       | AB            |
| 125                 | Rick Ottema (NED)          | AB            |
| 126                 | Harry Sweering (NED)       | AB            |
| 127                 | Justin Timmermans (NED)    | 85e           |
| 128                 | Patrick van der Duin (NED) | AB            |
| Directeur sportif : |                            |               |

| Bike Channel-Canyon BIK | Bike Channel-Canyon BIK      | Bike Channel-Canyon BIK |
| ----------------------- | ---------------------------- | ----------------------- |
| Num                     | Coureur                      | Pos                     |
| 131                     | George Atkins (GBR)          | AB                      |
| 132                     | Dexter Gardias (GBR)         | AB                      |
| 133                     | James Lowsley Williams (GBR) | 60e                     |
| 134                     | Chris Opie (GBR)             | 7e                      |
| 135                     | Rob Partridge (GBR)          | AB                      |
| 136                     | Sam Lowe (GBR)               | AB                      |
| 137                     | Harry Tanfield (GBR)         | 79e                     |
| 138                     | Rory Townsend (GBR)          | AB                      |
| Directeur sportif :     |                              |                         |

| Delta-Rotterdam DCT | Delta-Rotterdam DCT        | Delta-Rotterdam DCT |
| ------------------- | -------------------------- | ------------------- |
| Num                 | Coureur                    | Pos                 |
| 141                 | Dennis Bakker (NED)        | 39e                 |
| 142                 | Luuc Bugter (NED)          | 35e                 |
| 143                 | Ike Groen (NED)            | 63e                 |
| 144                 | Daan Meijers (NED)         | AB                  |
| 145                 | Mitchell Mulhern (AUS)     | 89e                 |
| 146                 | Jason van Dalen (NED)      | 71e                 |
| 147                 | Jordi Talen (NED)          | AB                  |
| 148                 | Jan-Willem van Schip (NED) | 1er                 |
| Directeur sportif : |                            |                     |

| Destil-Jo Piels DJP | Destil-Jo Piels DJP    | Destil-Jo Piels DJP |
| ------------------- | ---------------------- | ------------------- |
| Num                 | Coureur                | Pos                 |
| 151                 | Gert-Jan Bosman (NED)  | 54e                 |
| 152                 | Chiel Breukelman (NED) | AB                  |
| 153                 | Twan Brusselman (NED)  | 8e                  |
| 154                 |                        |                     |
| 155                 | Tim Kerkhof (NED)      | 68e                 |
| 156                 | Peter Schulting (NED)  | 43e                 |
| 157                 | Joey van Rhee (NED)    | 11e                 |
| 158                 | Jeff Vermeulen (NED)   | AB                  |
| Directeur sportif : |                        |                     |

| Metec-TKH-Mantel MET | Metec-TKH-Mantel MET         | Metec-TKH-Mantel MET |
| -------------------- | ---------------------------- | -------------------- |
| Num                  | Coureur                      | Pos                  |
| 161                  | Johim Ariesen (NED)          | 69e                  |
| 162                  | Dylan Bouwmans (NED)         | AB                   |
| 163                  | Tijmen Eising (NED)          | 75e                  |
| 164                  | Jarno Gmelich Meijling (NED) | 44e                  |
| 165                  | Jasper Hamelink (NED)        | 92e                  |
| 166                  | Stef Krul (NED)              | AB                   |
| 167                  | Jim Lindenburg (NED)         | 53e                  |
| 168                  | Dennis van der Horst (NED)   | AB                   |
| Directeur sportif :  |                              |                      |

| Monkey Town Continental MCT | Monkey Town Continental MCT | Monkey Town Continental MCT |
| --------------------------- | --------------------------- | --------------------------- |
| Num                         | Coureur                     | Pos                         |
| 171                         | Stephan Bakker (NED)        | 66e                         |
| 172                         | Joris Blokker (NED)         | 80e                         |
| 173                         | Maarten de Jonge (NED)      | AB                          |
| 174                         | Ivar Slik (NED)             | AB                          |
| 175                         | Rick van Breda (NED)        | AB                          |
| 176                         | Antonio Santoro (ITA)       | AB                          |
| 177                         | Sven van Luijk (NED)        | AB                          |
| 178                         | Marco Zanotti (ITA)         | AB                          |
| Directeur sportif :         |                             |                             |

| Riwal Platform RIW  | Riwal Platform RIW            | Riwal Platform RIW |
| ------------------- | ----------------------------- | ------------------ |
| Num                 | Coureur                       | Pos                |
| 181                 | Jonas Aaen Jørgensen (DEN)    | 34e                |
| 182                 | Nicolai Brøchner (DEN)        | AB                 |
| 183                 | Jesper Bundgaard Vinkel (DEN) | AB                 |
| 184                 | Patrick Clausen (DEN)         | 81e                |
| 185                 | Andreas Kron (DEN)            | AB                 |
| 186                 | Tobias Kongstad (DEN)         | AB                 |
| 187                 | Jesper Mørkøv (DEN)           | AB                 |
| 188                 | Andreas Stokbro (DEN)         | 82e                |
| Directeur sportif : |                               |                    |

| SEG Racing Academy SEG | SEG Racing Academy SEG    | SEG Racing Academy SEG |
| ---------------------- | ------------------------- | ---------------------- |
| Num                    | Coureur                   | Pos                    |
| 191                    | Edoardo Affini (ITA)      | AB                     |
| 192                    | Gabriel Cullaigh (GBR)    | AB                     |
| 193                    | Hartthijs de Vries (NED)  | AB                     |
| 194                    | Henrik Evensen (NOR)      | AB                     |
| 195                    | Fabio Jakobsen (NED)      | 20e                    |
| 196                    | Adriaan Janssen (NED)     | 87e                    |
| 197                    | Marten Kooistra (NED)     | AB                     |
| 198                    | Julius van den Berg (NED) | 58e                    |
| Directeur sportif :    |                           |                        |

| Coop TCO            | Coop TCO                   | Coop TCO |
| ------------------- | -------------------------- | -------- |
| Num                 | Coureur                    | Pos      |
| 201                 |                            |          |
| 202                 | Erlend Blikra (NOR)        | AB       |
| 203                 | Haavard Blikra (NOR)       | AB       |
| 204                 | Fredrik Strand Galta (NOR) | AB       |
| 205                 | Krister Hagen (NOR)        | 52e      |
| 206                 | August Jensen (NOR)        | 17e      |
| 207                 | Philip Lindau (SWE)        | AB       |
| 208                 | Even Rege (NOR)            | AB       |
| Directeur sportif : |                            |          |